# Сен-Пласид (станция метро)
«Сен-Пласид» (фр. Saint-Placide) — станция 4-й линии парижского метрополитена. Открыта 9 января 1910 года, находится в VI округе Парижа. Рядом со станцией располагается Парижский католический институт. На станции установлены автоматические платформенные ворота.

## История
- Станция открылась 9 января 1910 года в составе пускового участка Шатле — Распай, соединившего северный и южный участки линии 4 непрерывным тоннелем под Сеной. До 15 ноября 1913 года называлась "Вожирар", переименование было связано с путаницей названий со станцией тогдашней линии А компании Север-Юг (с 1931 года линия 12). Современное название связано с рю Сен-Пласид, названной в честь католического святого Плакиды из Субиако.
- Пассажиропоток по станции по входу в 2012 году, по данным RATP, составил 3 368 578 человек[2]. В 2013 году этот показатель снизился до 3 287 084 пассажиров (162 место по уровню входного пассажиропотока в Парижском метро)[3].

## Галерея
- Лестничный сход